# 硗碛藏族乡
硗碛藏族乡，是中华人民共和国四川省雅安市宝兴县下辖的一个乡镇级行政单位以及唯一的民族乡，全乡位于青衣江上游东河流域、平均海拔2000米以上。在2004年统计中全乡有5192人，藏族有4423人。

## 水电站
2002年10在东河上游段，硗碛藏族乡境内开始建造硗碛湖水电站，2007年4月30日，大坝填筑完成，同年7月31日大坝工程完工。水电站石土直心墙坝高125.5 m，年发电量9亿多千瓦时，总容积2.12亿立方米，总装机容量240MW。

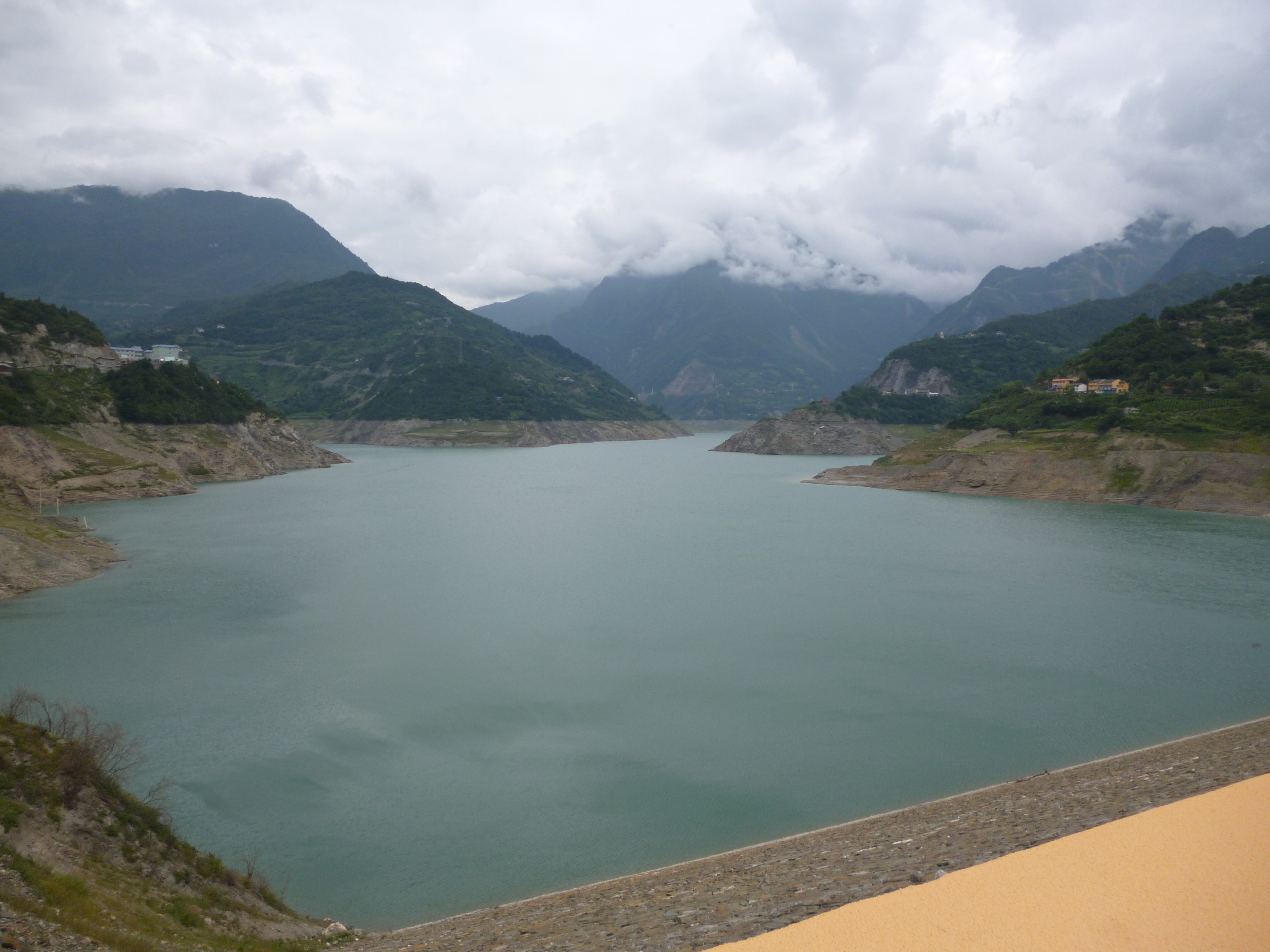
硗碛湖水电站（2015年）

## 行政区划
硗碛藏族乡下辖以下地区：
夹拉村、咎落村、嘎日村、泽根村和勒乐村。

## 中国传统村落
2012年，夹拉村委和平藏寨被评为首批“中国传统村落”。